# Julián López (attore)
Julián López González (El Provencio, 10 novembre 1978) è un attore e comico spagnolo.

## Biografia
Ha studiato Comunicazione Musicale nella facoltà di Cuenca dell'Università di Castiglia-La Mancia. Dal 2011 al 2013 ha lavorato nella serie Coconut Museum, trasmessa su Neox. Negli ultimi anni la sua carriera si è evoluta considerevolmente, da quando Julian ha ottenuto un piccolo ruolo nello show televisivo Smonka!, presentato dal suo amico Ernesto Sevilla.
Nel 2011 e fino al 2012 faceva parte della serie Los Who de Antena 3, condividendo il cast con attori come Javier Cámara o María Pujalte. Nello stesso anno esce il suo quinto film: Non chiamarlo amore, chiamalo X, in cui interpreta uno sceneggiatore pretenzioso. Nell'aprile 2013, l'attore si è unito alle riprese della terza stagione della serie Con el culo al aire, trasmesso su Antena 3. Nel 2015 ha partecipato alla commedia di Nacho G. Velilla, Sognando il nord.
Nel 2017, insieme a Javier Cámara, Miren Ibarguren e Gorka Otxoa, ha recitato nella commedia Fe de etarras, film distribuito sulla piattaforma Netflix. Nel 2018 viene selezionato per presentare il 22 gennaio la quinta cerimonia dei Feroz Awards e trasmessa dal canale a pagamento Movistar +.

## Filmografia parziale
- Sognando il nord (Perdiendo el norte), regia di Nacho G. Velilla (2015)
- Fe de etarras, regia di Borja Cobeaga (2017)
- Superlópez, regia di Javier Ruiz Caldera (2018)
- Dolor y gloria, regia di Pedro Almodóvar (2019)